# Ashampoo Burning Studio
Ashampoo Burning Studio — умовно-безкоштовна (і безкоштовна — для застарілих версій) програма для запису CD, DVD і Blu-Ray дисків. Працює на комп’ютерах під управлінням операційної системи Microsoft Windows.